# Aviateca
Aviateca war die nationale Fluggesellschaft von Guatemala mit Sitz in Guatemala-Stadt. Sie wurde 1945 gegründet und ab 1989 von der Grupo TACA geführt.

## Geschichte

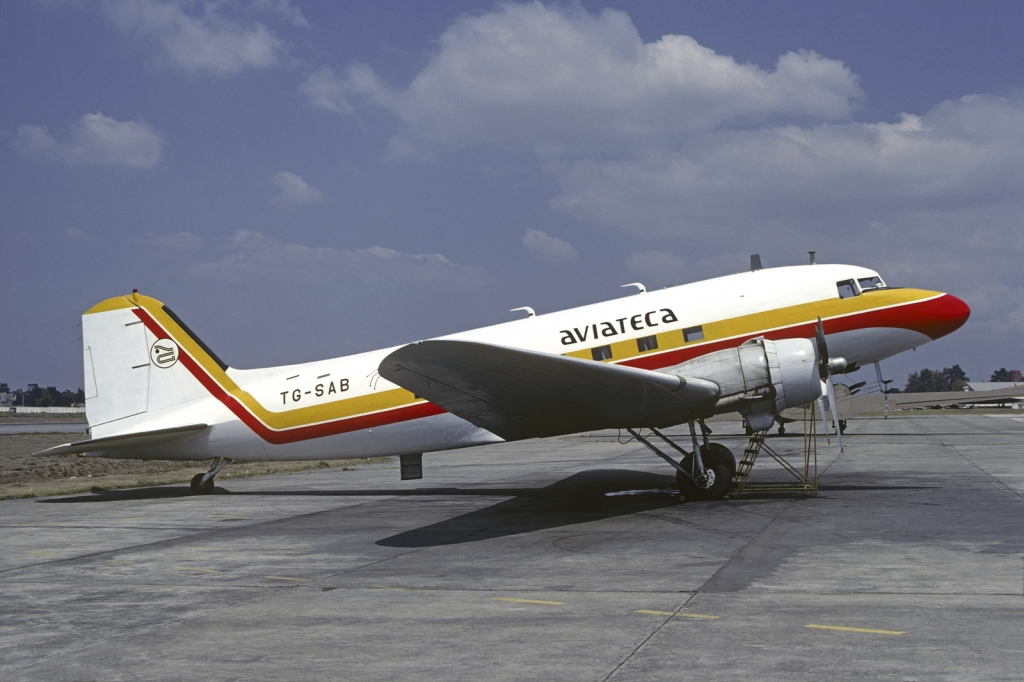
Douglas DC-3 von Aviateca, La Aurora 1980

Die Fluggesellschaft wurde am 14. März 1945 als Empresa Guamalteca de Aviacion S.A, kurz Aviateca, gegründet. Sie war die Nachfolgerin der Aerovias de Guatemala, die 1929 entstand.
Im März 1946 erfolgte der erste Flug mit einer Douglas DC-3. Ab 1961 folgten Flüge nach Miami mit einer viermotorigen DC-6. Für die Routen in Lateinamerika wurde die DC-3 durch Convair 340/440 ersetzt. Im Jahr 1970 wurde Aviateca Kunde von British Aerospace für die BAC 1-11. In den 1970er Jahren wurden zeitweise eine Fokker F28, eine Boeing 720 und eine DC-8 geleast. Aviateca erwarb von Eastern Air Lines zwei Boeing 727, die in den 1980er Jahren flogen. Von 1989 bestand die Flotte aus mehreren Boeing 737-200 und 737-300. Für einige Monate war auch ein 737-300 Frachter im Einsatz.
Bis 1989 war Aviateca im Besitz der Regierung von Guatemala, dann wurde sie in die von TACA organisierte Airline Alliance of Central America eingegliedert und privatisiert. Heute ist sie voll bei TACA Regional Airlines integriert. Ab 2006 betrieb Aviateca einen Airbus A319 mit dem im TACA Stil gesetzten Aviateca Logo an den Triebwerken. Für Aviateca waren 5 TACA ATR 42 in Guatemala registriert. Aufgrund von Umstrukturierungsmaßnahmen bei Avianca Holdings wurde Aviateca in Avianca Guatemala umbenannt.

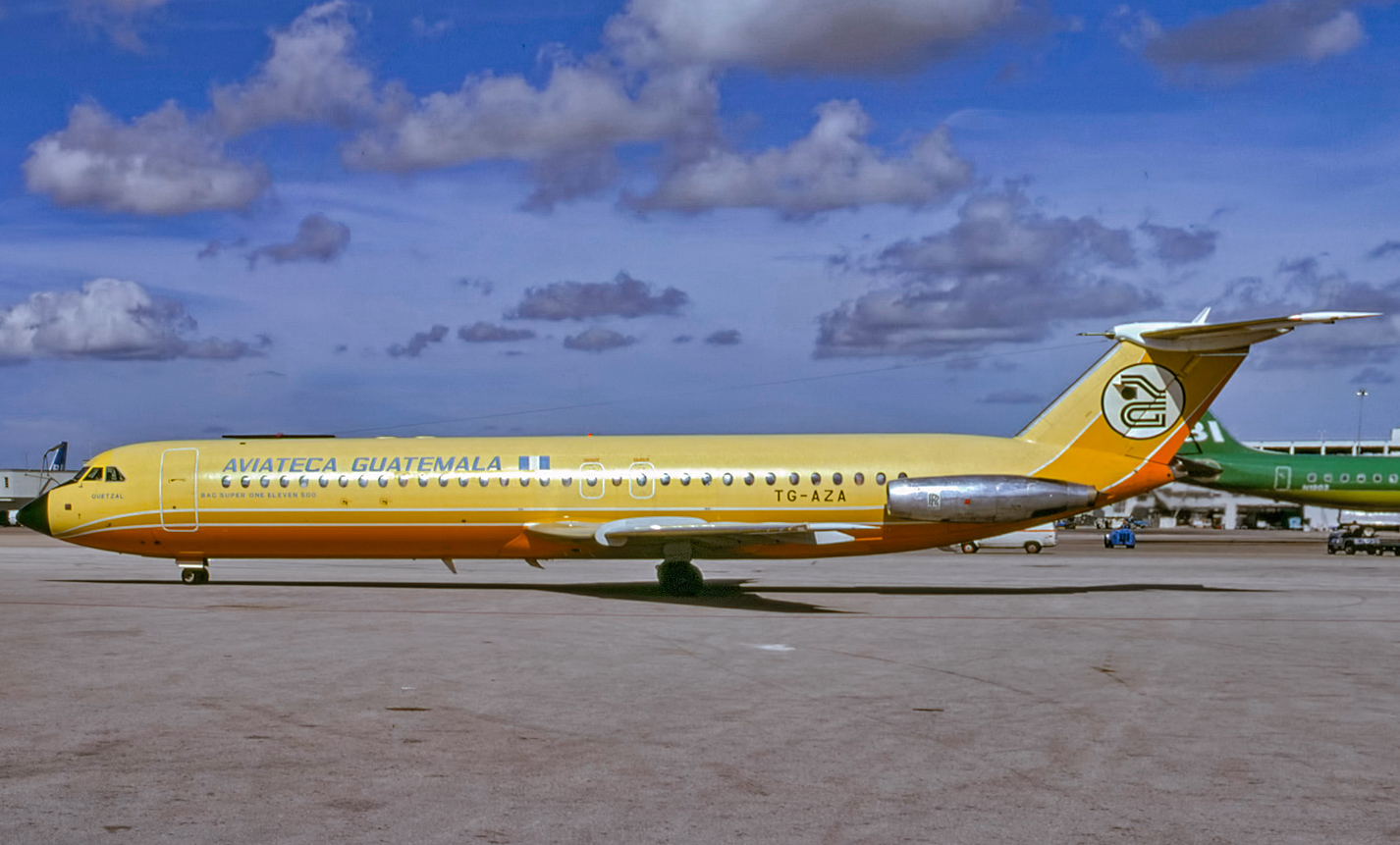
BAC 1-11 von Aviateca

## Flotte

### Aktuelle Flotte
Mit Stand August 2014 bestand die Flotte der Aviateca aus drei Flugzeugen:
- 2 ATR 42-300
- 1 ATR 72-600

### Ehemalige Flugzeugtypen

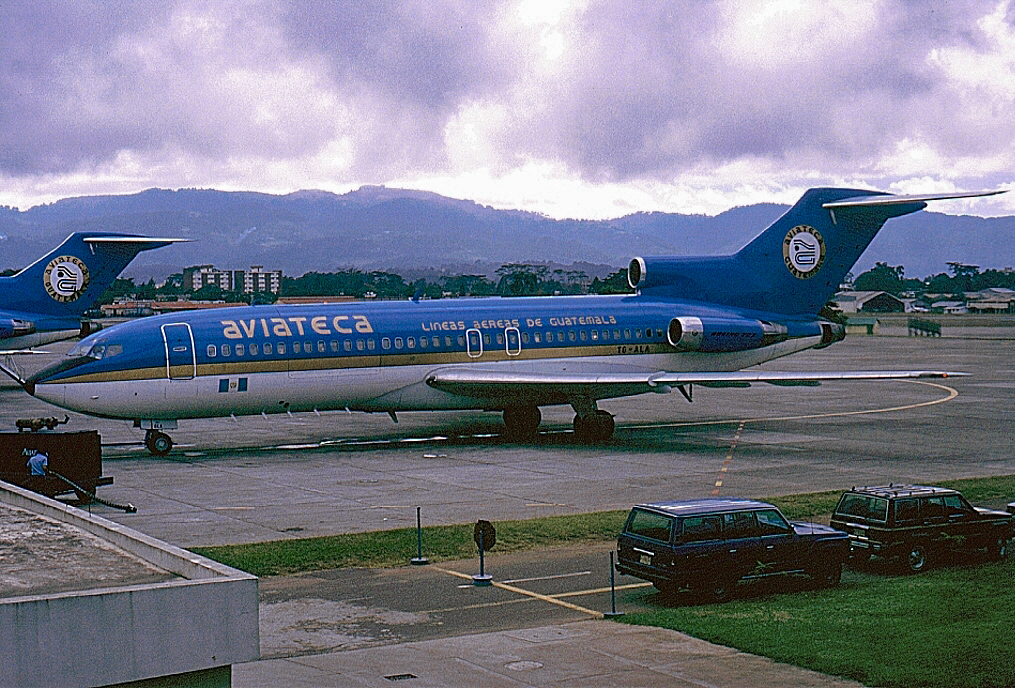
Boeing 727-100 der Aviateca

Zuvor wurden auch folgende Flugzeugtypen eingesetzt:
- BAC 1-11
- Boeing 720 (gemietet)
- Boeing 727-100
- Boeing 737-200
- Boeing 737-300
- Cessna 208 Caravan
- Convair CV-440
- Curtiss C-46
- Douglas DC-2
- Douglas DC-3
- Douglas DC-6
- Douglas DC-8 (gemietet von Trans International Airlines)
- Fokker F28
- Lockheed Super Constellation (gemietet von Airlift International)

## Zwischenfälle
Von 1953 bis zur Betriebseinstellung 2013 kam es bei Aviateca zu 16 Totalschäden von Flugzeugen. Bei 7 davon kamen 121 Menschen ums Leben. Beispiele:
- Am 15. Dezember 1953 wurde eine Curtiss C-46D-15-CU Commando der Aviateca (Luftfahrzeugkennzeichen TG-AQA) in den gut 2400 Meter hohen Berg Cerro Tecpan (Guatemala) geflogen. Bei diesem CFIT (Controlled flight into terrain) wurden beide Piloten, die einzigen Insassen auf dem Frachtflug, getötet.[4]

- Am 24. Mai 1956 wurde eine Douglas DC-3/C-47-DL der Aviateca (TG-AHA) in der Sierra de Las Minas (Guatemala) in einen Berg geflogen und hatte vorher in einer Höhe von rund 8500 Fuß (2590 Metern) Bäume gestreift. Der Unfall ereignete sich etwa 55 Kilometer nordöstlich des Startplatzes Flughafen Guatemala-Stadt. Das Flugzeug wurde erst sechs Tage später gefunden. Bei diesem CFIT (Controlled flight into terrain) wurden von den 31 Insassen 30 getötet, drei Besatzungsmitglieder und 27 Passagiere.[5]

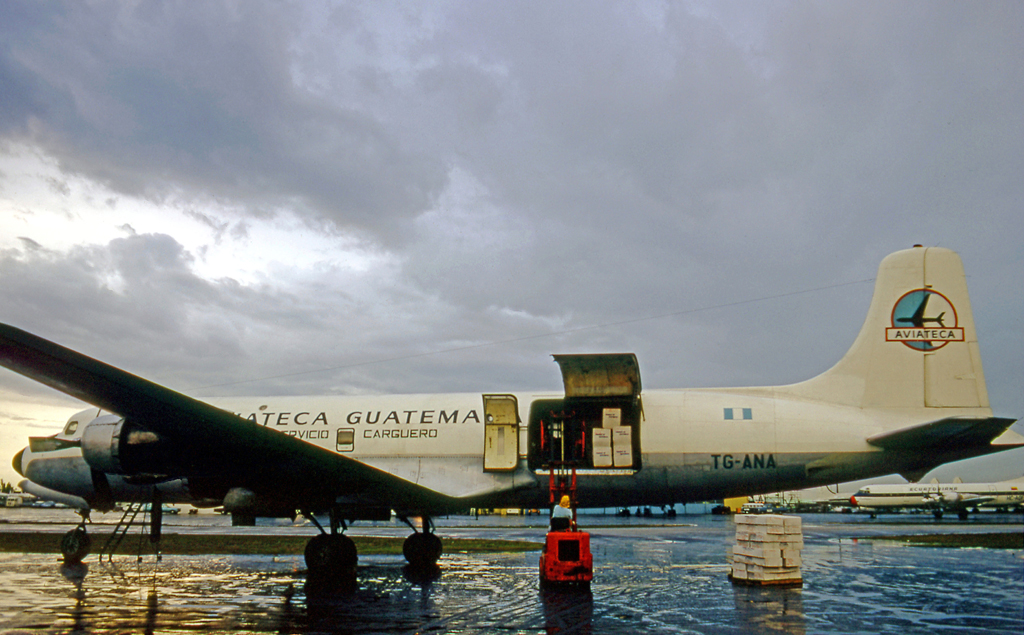
Douglas DC-6 der Aviateca, 1971, baugleich mit der im März 1971 verunglückten Maschine

- Im März 1971 (genaues Datum unbekannt) verunglückte eine Douglas DC-6 der Aviateca (TG-ABA) an einem unbekannten Ort in Guatemala. Nähere Einzelheiten sind derzeit nicht verfügbar. Über Personenschäden ist nichts bekannt.[6]

- Am 11. Mai 1971 kollidierte eine Curtiss C-46A-55-CK Commando der Aviateca (TG-ACA) 24 Kilometer südlich des Zielflughafens Guatemala-Stadt mit einem Berg. Bei diesem CFIT (Controlled flight into terrain) wurden von den 32 Insassen 5 getötet, alle drei Besatzungsmitglieder und zwei Passagiere.[7]

- Am 18. November 1975 flog eine Douglas DC-3/C-47-DL der Aviateca (TG-AGA) bei regnerischem Wetter mit begrenzter Sicht 2 Kilometer von El Caoba (Guatemala) entfernt ins Gelände. Die Maschine war vom Flughafen Flores (Guatemala) gestartet und verunglückte 25 Kilometer nordöstlich davon. Bei diesem CFIT (Controlled flight into terrain) wurden von den 22 Insassen 15 getötet, alle vier Besatzungsmitglieder und 11 Passagiere.[8]

- Am 27. April 1977 fiel an einer Convair CV-440 der Aviateca (TG-ACA) nach dem Start vom Flughafen Guatemala-Stadt das Triebwerk Nr. 1 (links) wegen Ölmangels aus. Da der Propeller nicht in die Segelstellung gebracht werden konnte, wurde eine Notlandung in unwegsamem Gelände durchgeführt. Dabei wurde das Flugzeug irreparabel beschädigt. Die Ursache für den massiven Ölverlust lag darin, dass Motorzylinder und Öl-Hochdruckschlauch nach der Wartung nicht korrekt wieder angeschlossen worden waren. Alle 28 Insassen, sechs Besatzungsmitglieder und 22 Passagiere, überlebten den Unfall.[9]

- Am 9. August 1995 verunglückte eine Boeing 737-200 der Aviateca (N125GU) auf einem Flug von Guatemala-Stadt nach San Salvador. Als die Maschine auf ein Gewitter zuflog, entschloss man sich, dieses zu umfliegen. Während dieses Manövers erklang eine GPWS-Warnung. Obwohl die Besatzung nach dem Ertönen des Warntons vollen Schub gab, konnte sie den Zusammenstoß mit dem Vulkan Chichontepec in 1800 Metern Höhe nicht mehr abwenden. Alle 65 Insassen der Maschine starben (siehe auch Aviateca-Flug 901).[10]